# 노먼 벨 게디스

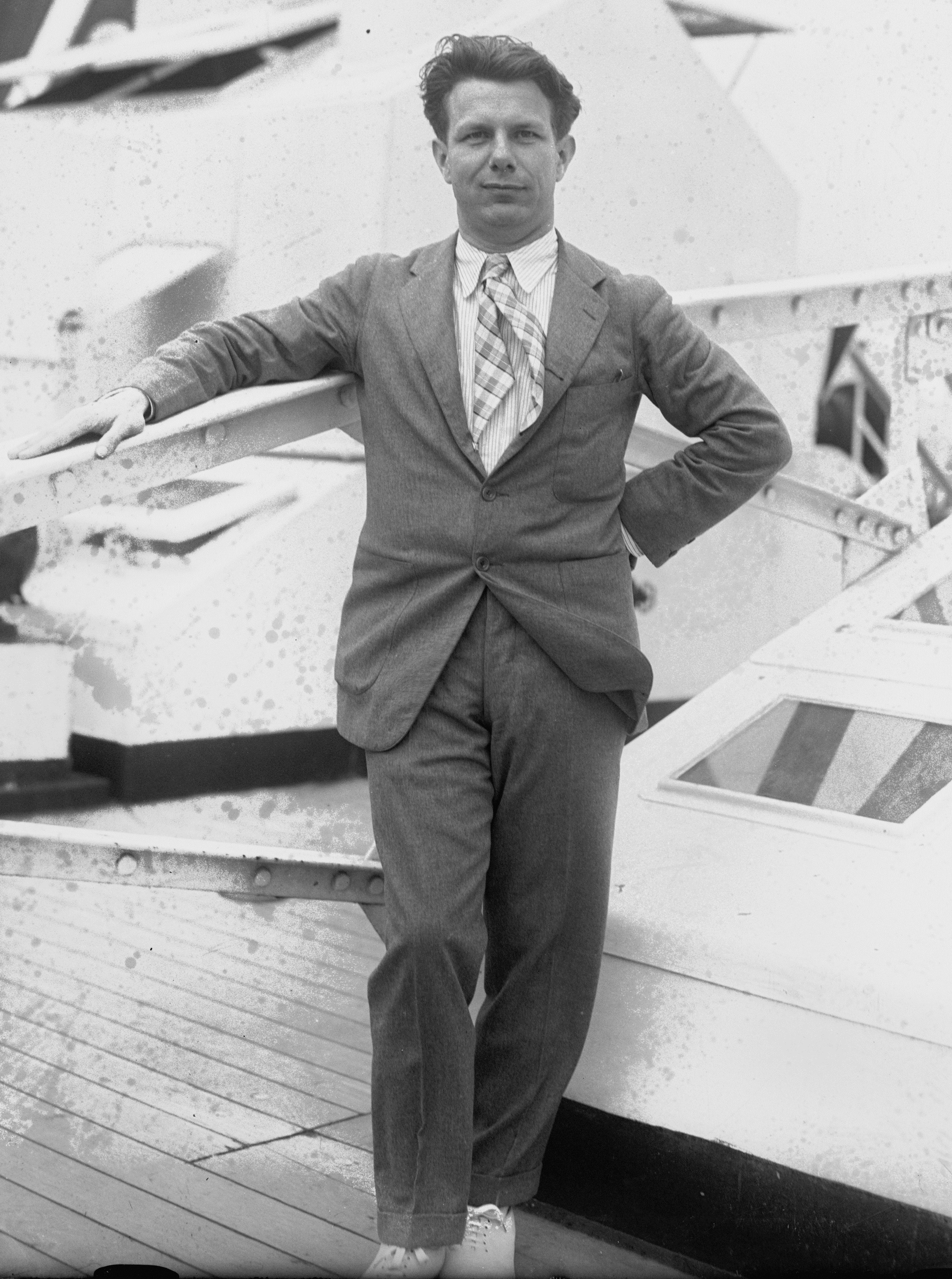

노먼 벨 게디스(Norman Bel Geddes, 본명: Norman Melancton Geddes, 1893년 4월 27일 ~ 1958년 5월 8일)는 미국의 극장 및 산업 디자이너이다.
미국 미시간주 아드리안에서 태어났다. 1918년 메트로 폴리탄 오페라 회사의 로스앤젤레스 소극장 무대미술가가 되어 이 소극장을 중심으로 <펠레아스와 멜리잔드> <잔다르크> <햄릿> 등 우수한 무대장치에 의하여 세상에 알려졌고, 특히 단테의 <신곡> 야외극장을 위한 무대장치 계획은 유명하다. 1927년에 공업 디자인으로 전환하여 극장 계획을 위시하여 자동차·기관차·선박·비행기 등을 디자인하였다. 그의 탈것에 대한 디자인은 유선형을 기능적으로 개발한 것인데 이분야에서 새로운 기축을 내세우게 되었다.
또한 1929년 시카고 미국박람회에 발표한 알루미늄과 스틸 제품인 <회전 공중 레스토랑>은 참신한 아이디어로서 화제를 일으켜 미국은 물론이며 세계 여러 나라의 디자인계(界)를 자극하였다.